# Petroleum County
Petroleum County ist ein County im Bundesstaat Montana der Vereinigten Staaten. Der Sitz der Countyverwaltung (County Seat) befindet sich in Winnett.

## Demografische Daten
Nach der Volkszählung im Jahr 2000 lebten im County 493 Menschen. Es gab 211 Haushalte und 136 Familien. Die Bevölkerungsdichte betrug weniger als 1 Einwohner pro Quadratkilometer. Ethnisch betrachtet setzte sich die Bevölkerung zusammen aus 99,19 % Weißen, 0,00 % Afroamerikanern, 0,20 % amerikanischen Ureinwohnern, 0,00 % Asiaten, 0,00 % Bewohnern aus dem pazifischen Inselraum und 0,20 % aus anderen ethnischen Gruppen; 0,41 % stammten von zwei oder mehr ethnischen Gruppen ab. 1,22 % der Bevölkerung waren spanischer oder lateinamerikanischer Abstammung.
Von den 211 Haushalten hatten 31,30 % Kinder und Jugendliche unter 18 Jahre, die bei ihnen lebten. 55,90 % waren verheiratete, zusammenlebende Paare, 5,70 % waren allein erziehende Mütter. 35,10 % waren keine Familien. 31,30 % waren Singlehaushalte und in 17,50 % lebten Menschen im Alter von 65 Jahren oder darüber. Die Durchschnittshaushaltsgröße betrug 2,34 und die durchschnittliche Familiengröße lag bei 2,95 Personen.
Auf das gesamte County bezogen setzte sich die Bevölkerung zusammen aus 26,00 % Einwohnern unter 18 Jahren, 6,10 % zwischen 18 und 24 Jahren, 22,70 % zwischen 25 und 44 Jahren, 28,20 % zwischen 45 und 64 Jahren und 17,00 % waren 65 Jahre alt oder darüber. Das Durchschnittsalter betrug 41 Jahre. Auf 100 weibliche Personen kamen 110,70 männliche Personen, auf 100 Frauen im Alter ab 18 Jahren kamen statistisch 111,00 Männer.
Das jährliche Durchschnittseinkommen eines Haushalts betrug 24.107 USD, das Durchschnittseinkommen der Familien betrug 32.667 USD. Männer hatten ein Durchschnittseinkommen von 20.694 USD, Frauen 17.188 USD. Das Prokopfeinkommen betrug 15.986 USD. 23,20 % der Bevölkerung und 21,00 % der Familien lebten unterhalb der Armutsgrenze. 25,60 % davon waren unter 18 Jahre und 17,30 % waren 65 Jahre oder älter.

## Geschichte
Drei Bauwerke und Stätten des Countys sind im National Register of Historic Places eingetragen (Stand 8. Februar 2018).

## Orte im Petroleum County
Towns
| - Winnett |

Unincorporated Communitys
| - Cat Creek - Flatwillow - Teigen |